# Domenico Mauro
Domenico Mauro (San Demetrio Corone, 13 gennaio 1812 – Firenze, 17 gennaio 1873) è stato un politico, letterato e patriota italiano che partecipò insieme all'amico Vincenzo Gallo Arcuri ai moti rivoluzionari del 1848.

## Biografia
Nacque a San Demetrio Corone, un paese allora nella provincia della Calabria Citeriore (Regno delle Due Sicilie) e attualmente in provincia di Cosenza. Assieme a Vincenzo Padula e Biagio Miraglia fu la principale figura di un gruppo di giovani calabresi, radicali in politica e romantici in letteratura, che si adoperarono a svecchiare la cultura calabrese. Nel 1843 Padula gli dedicò la sua prima opera, il poemetto "Il Monastero di Sambucina".
Il 15 marzo 1844 Domenico Mauro fu il capo di una sfortunata sommossa antiborbonica a Cosenza, al grido di "Italia e Costituzione". Fu per appoggiare questa rivolta, ignorando che fosse finita nel sangue, che si mossero i Fratelli Bandiera. La rivolta venne così ricordata dal Padula:
(Vincenzo Padula,Antonello capobrigante calabrese, dramma in cinque atti di Vincenzo Padula a cura di Fausto Gullo, Milano: Universale economica, 1952, nota 4, p. 118)
Mauro partecipò ai moti rivoluzionari del 1848. Dopo la concessione della costituzione da parte di Ferdinando II (24 febbraio 1848), Domenico Mauro fu eletto deputato al parlamento del Regno delle Due Sicilie per Cosenza assieme a Raffaele Valentini. Dopo il tradimento del re (15 maggio 1848), ritornò in Calabria dove organizzò un comitato di salute pubblica per il proseguimento della rivoluzione e l'arruolamento dei volontari. Mauro venne pertanto nominato commissario civile del distretto di Castrovillari coadiuvato da Giuseppe Pace e Domenico Damis. Il 30 giugno 1848, al valico di Campotenese, guidò 3000 volontari albanesi in uno scontro sfortunato con le truppe borboniche del generale Lanza. Domata la rivoluzione calabrese, e condannato a morte, Mauro riparò dapprima a Malta, quindi a Corfù, in Grecia e in Albania. Nel 1849 tornò in Italia, in aiuto della Repubblica Romana, caduta la quale si rifugiò in Piemonte.
Nel 1860 seguì Giuseppe Garibaldi nell'impresa dei Mille, assieme al fratello Raffaele ed al cugino Demetrio Baffa. Dopo l'unità d'Italia fu eletto alla Camera dei deputati, militando fra le file della sinistra, dal 1865 al 1870.

## Opere
Tra i suoi scritti si ricordano:
- Errico, Milano, G. Silvestri, 1843 (un poemetto dai cupi toni byroniani)
- Vittorio Emanuele e Mazzini, Genova, Ponthenier, 1851
- Concetto e forma della Divina Commedia, Napoli, Stabilimento tipografico degli scienziati, letterati ed artisti, 1862 (un saggio sul poema dantesco)
- Poesie varie, Napoli, Stabilimento tipografico degli scienziati, letterati ed artisti, 1862